# Dusun Tuo (Lembah Masurai)
Dusun Tuo is een bestuurslaag in het regentschap Merangin van de provincie Jambi, Indonesië. Dusun Tuo telt 5891 inwoners (volkstelling 2010).